# Karl Friedrich von Blumen
Karl Friedrich von Blumen (* 6. Januar 1784 in Berlin; † 23. Juni 1857 in Frankfurt (Oder)) war ein preußischer Generalmajor und Kommandeur der 10. Landwehr-Brigade.

## Leben

### Herkunft
Er war der Sohn von Johann Konrad von Blumen (1731–1799) und dessen Ehefrau Sophie Charlotte, geborene Hennig (* 1751). Sein Vater war preußischer Major der Artillerie und Chef der Garnisonartillerie-Kompanie in Schweidnitz.

### Militärkarriere
Blumen besuchte das Gymnasium in Schweidnitz und trat am 10. April 1797 als Gefreitenkorporal in das Füsilierbataillon „von Rühle“ der Preußischen Armee ein. Dort avancierte er Mitte April 1799 zum Portepeefähnrich und kam am 6. September 1800 mit der Beförderung zum Sekondeleutnant in das Füsilierbataillon „von Pelet“. Im Vierten Koalitionskrieg kämpfte Blumen bei Saalfeld und Jena. Nachdem er sich der Kapitulation von Erfurt entzogen hatte, nahm er an der Verteidigung von Danzig sowie den Gefechten bei Praust und Langfuhr teil.
Nach dem Frieden von Tilsit wurde er am 9. Juni 1807 zum Premierleutnant befördert und bei der Neuorganisation der Armee am 17. Februar 1809 in das 1. Schlesische Infanterie-Regiment versetzt. Während des Feldzuges kämpfte Blumen 1812 im Gefecht bei Klievenhof, Dahlenkirchen, Kyopten, Zennhof und Wollgund. Am 27. April 1813 folgte seine Beförderung zum Stabskapitän. Während der Befreiungskriege kämpfte er im Gefecht bei Luckau und wurde in der Schlacht bei Dresden verwundet. Als Kapitän und Kompaniechef wurde Blumen für sein Verhalten in der Schlacht bei Kulm mit dem Eisernen Kreuz II. Klasse sowie dem Orden des Heiligen Wladimir IV. Klasse ausgezeichnet. Er war bei der Belagerung von Erfurt und dem Gefecht bei Vauxchamps.
Nach dem Krieg wurde Blumen am 3. September 1817 zum Major befördert und am 24. April 1820 in das 21. Infanterie-Regiment versetzt. Dort wurde er im Jahr 1825 mit dem Dienstkreuz ausgezeichnet. Am 30. März 1832 wurde er in das Kaiser Alexander Garde-Grenadier-Regiment Nr. 1 versetzt und kam von dort am 14. Januar 1833 als Kommandeur in das 20. Landwehr-Regiment. Am 30. März 1834 stieg Blumen zum Oberstleutnant sowie am 30. März 1836 zum Oberst auf. Als solcher war er vom 30. März 1838 bis zum 24. März 1841 Kommandeur des 10. Infanterie-Regiments und anschließend Kommandeur der 10. Landwehr-Brigade. In dieser Stellung wurde er am 6. April 1841 dem 10. Infanterie-Regiment aggregiert und am 7. April 1842 zum Generalmajor befördert. Anlässlich seines 50-jährigen Dienstjubiläums verlieh ihm König Friedrich Wilhelm IV. am 6. April 1847 den Roten Adlerorden II. Klasse mit Stern. Am 10. Mai 1848 kam er seinen Abschied mit der gesetzlichen Pension.
Mit ihm starb die Familie von Blumen aus.

### Familie
Blumen heiratete am 10. November 1820 in Breslau Ottilie Henriette Francoise von Unruh (* 24. April 1799; † 11. Februar 1861), eine Tochter des Generals Friedrich Christoph Wilhelm von Unruh. Das Paar hatte zwei Kinder:
- Otto Hermann (* 7. November 1823; † vor 1857)
- eine Tochter